# Пам'ятник Адамові Міцкевичу (Краків)
Пам'ятник Адамові Міцкевичу (пол. Pomnik Adama Mickiewicza) — пам'ятник, що знаходиться в Кракові (Польща) на Площі Ринок на розі вулиць Суккеніце і Сінної. Пам'ятник присвячений польському поету Адаму Міцкевичу. Споруда є улюбленим місцем зустрічі місцевих жителів і туристів, а також одним з найбільш упізнаваних символів Кракова.

## Історія
Пам'ятник за проектом скульптора Теодора Ригера був встановлений 16 червня 1898 року з нагоди сторіччя з дня народження Адама Міцкевича. Проект Теодора Ригера зайняв перше місце під час конкурсу, який проходив з 1880 по 1890 роки. Вартість пам'ятника склала 164 тисячі злотих. Більша частина цієї суми була зібрана шляхом публічних зборів. Пам'ятник був відлитий в Римі італійською фірмою «Nelli».
17 серпня 1940 року пам'ятник було знищено німецькими окупаційними військами. Після війни пам'ятник був зібраний з уламків, знайдених у 1946 році на звалищі біля міста Гамбурга. Відкриття відновленого пам'ятника відбулося 26 листопада 1955 року на честь столітньої річниці зі дня смерті Адама Міцкевича.

## Опис
Статуя Адама Міцкевича висотою 10 метрів розташована на постаменті, біля низу якого знаходяться чотири алегорії, що позначають батьківщину, доблесть, науку і поезію. На п'єдесталі розміщено напис польською мовою: «Adamowi Mickiewiczowi Naród» (Адамові Міцкевичу народ).